# L.P. Aakjær
Lauritz Petersen Aakjær (26. maj 1883 i Vester Lindet, Gram Sogn – 17. april 1959) var en dansk arkitekt virksom i Sønderjylland og eksponent for Heimatschutz-stilen og Bedre Byggeskik.
Efter endt skolegang kom Aakjær i murerlære og aflagde svendeprøve i 1903, hvorefter han kom på Königliche Preussische Baugewerkschule i Egernførde, hvor arkitekten Peder Gram var en studiekammeraterne. Disse skulle senere få et fagligt samarbejde. Efter gennemført uddannelse blev Aakjær ansat hos arkitekt H.W. Schmidt i Hamborg, men nedsatte sig i 1909 som selvstændig arkitekt og murermester i Rødding.
Blandt hans tidlige arbejder er hans egne huse, Sdr. Allé 14 (1909) og Møgelmosevej 3 (1912), Rødding Skole (1912) og Dover Skole (1913).
Under 1. verdenskrig blev Aakjær som andre dansksindede tvunget til at deltage i tysk krigstjeneste som pionersoldat, bl.a. på østfronten. På grund af sine ingeniør- og tegneevner kom han dog aldrig til fronten, men blev beskæftiget ved tegnebordet. Efter krigen vendte han tilbage til Rødding, hvor det hurtigt lykkedes ham at oparbejde en fremgangsrig tegnestue, og han deltog særdeles aktivt i det lokale liv og blev efter Genforeningen den første sognerådsformand i Rødding og fortsatte i denne stilling de følgende 17 år.
Byens kommunekontor fik til huse i arkitektens villa fungerede som sådant indtil 1930. Aakjær var desuden formand for den lokale skolekommission, elværket, vandværket og Håndværker- og Handelsforeningen samt meddirektør i Rødding Bank, byggesagkyndig i Provstiudvalget for Tørning Len og rådgivende arkitekt i Toftlund Politikreds.
Aakjærs tegnestue påtog sig mangeartede opgaver. Specielt i den tidligste periode stod han for opførelsen af mange villaer, gårdanlæg og forretningsejendomme i Rødding og Jels, senere hen adskillige skoler og skoleudvidelser, alderdomshjem, mejerier mm. I sit 40-årig lange virke udført Aakjær tegninger til henved 400 bygninger, og han har således været lige så produktiv som Peder Gram i Haderslev. Adskillige dygtige arkitekter var ansat på tegnestuen, bl.a. i en periode Svenn Eske Kristensen.
Et af hans børn, Svend Aage Aakjær, der var blevet arkitekt fra Kunstakademiets Arkitektskole 1947, videreførte tegnestuen.

## Værker

### Villaer
Det vides med sikkerhed, at L.P. Aakjær i tidsrummet 1920-1933 har tegnet 26 villaer, som blev opført i Rødding og Gram samt to i Haderslev, bl.a.:
- Frøsvej 12, Rødding (1908)
- Eget hus, Sdr. Allé 14, Rødding (1909)
- Eget hus, Møgelmosevej 3, Rødding (1912)
- Frøsvej 10, Rødding (1914)
- Østergade 41, Rødding (1921)
- Møgelmosevej 13, Rødding (1921)
- Kirkebakken 2, Rødding (1924)
- Møgelmosevej 5, Rødding (1927)
- Tingvej 3, Rødding (1928)
- Søndergyden 3, Rødding (1930)
- Møgelmosevej 7, Rødding (1930)
- Slotsvej 21, Gram (1923)
- Slotsvej 28, Gram (1930)
- Slotsvej 40, Gram (1930)
- Østergade 16, Gram (1932)
- Østergade 7, Gram (1933)
- Ribevej 8, 6630 Rødding (1946)

### Gårde
Aakjær har især i perioden 1925-1935 tegnet mange større og mindre gårdanlæg, specielt på Røddingegnen, men også uden for lokalområdet, fx i Rørkær (nord for Haderslev), Hågerup på Fyn og Hasselager ved Aarhus.
- Mejlbyvej 6, Lintrup (1925)
- Skatkær, Kirkevej 2, Skodborg (1925, sammen med Peder Gram)
- Enggården, Skovbjergvej 8, Stenderup (1927, sammen med Peder Gram)
- Toftegårdsvej 3, Rødding (1927)
- Mølvejgårdsvej 19 og 21, Rødding (1926 og 1927)
- Hjerting Skovvej 25, Hjerting (1937)
- Søndervang, Gl. Brøstrupvej 7, Rødding (1928)
- Langtofte, Ribevej 52, Foldingbro
- Tornumvej 5 i Lintrup
- Langforte, Ribevej 52, Hygum
- Ribevej 98 i Hygum
- Foldingbrovej 21 og 29 (delvist nedrevet efter brande)

### Skoler
- Rødding Skole (1912)
- Dover Skole (1913, udvidet 1941-43 ved samme)
- Toftlund Skole (1923)
- Brændstrup Skole (1935)
- Udvidelse af: Grønnebæk Skole, Jels Skole, Kamstrup Skole, Sdr. Hygum Skole, Troldkær Skole og Øster Lindet Skole (1941-43)
- Bøvl Skole (1941-43)
- Stenderup Skole (1941-43)
- Føvling Skole (1950)
- Store Nustrup Centralskole (1953, sammen med Hans Gram)
- Skrave Skole, Sommersted Skole, Tirslund Skole og Tyrstrup Skole (1955)

- Rødding Skole
- Dover Skole, nu Kongeådalens Efterskole
- Toftlund Skole
- Brændstrup Skole
- Nustrup Skole
- Skrave Skole, nu Skrave Foreningshus
- Øster Lindet Skole

### Forretningsejendomme
- Rødding Biograf (1927-28)
- Rødding Bank (1927-28)
- Sdr. Allé 4 i Rødding (1924)
- Vestergade 13 i Jels (1924)
- Tæppefabrik i Rødding
- Kro og købmandsgård, Lintrupvej 76, Hjerting (1934)
- Købmandsgård, Vestergade 3, Rødding
- Forretningsejendom, Sdr. Allé 5, Rødding
- Forretningsejendom, Torvet 3-5, Rødding
- Gram Biograf (1936)
- Forretningsejendomme i Rødding, Jels, Hjerting, Lintrup og Toftlund m.fl.

### Andet
- Toftlund Vandtårn (1930)[1]
- Gram Vandtårn
- Gråsten Vandtårn
- Gram Sygehus (1927-28)
- Udvidelse af Haderslev Sygehus (1937, sammen med Peder Gram)
- De gamles Hjem, nu Enghaven, i Rødding (1941)
- Hjerting Mejeri
- Kapel i Rødding

Muligvis af Aakjær:
- Højer Vandtårn (1934)
- Løgumkloster Vandtårn (1935)

## Reference
1. ↑  Kim Lykke Jensen, Danmarks vandtårne, side 125, ISBN 9788792015075